# Fernand Cormon
Fernand Cormon (24. prosince 1845 Paříž – 20. března 1924) byl francouzský malíř. Byl žákem Alexandra Cabanela, Eugèna Fromentina a Jeana-Françoise Portaelse a jedním z předních historických malířů moderní Francie.

## Život
Jeho otcem byl dramatik Eugène Cormon, matkou herečka Charlotte Furais.
Své první obrazy vystavoval na Pařížském salonu v roce 1868. Již v rané fázi své tvorby přitahoval pozornost pro určitou senzacechtivost ve svých námětech, když znázorňoval scény jako Vražda v serailu (1874, muzeum v Besançonu) nebo Smrt Rávany, krále Lanky (1875, muzeum v Toulouse). V Musée d'Orsay na jeho obrazu prchá Kain před Jehovovou kletbou (1880); pro radnici čtvrtého pařížského obvodu realizoval sérii panelů (Narození, Smrt, Manželství, Válka a další). Pro pařížské Přírodovědné muzeum namaloval sérii velkých obrazů s náměty z doby kamenné.
Následně se věnoval i portrétování.
V roce 1880 obdržel řád Čestné legie.
V 80. letech 19. století také vedl uměleckou školu Atelier Cormon, kde se snažil vést své žáky k tvorbě takových obrazů, které by porota Pařížského salonu přijala. S některými v tomto bodě neuspěl, byli to například Henri de Toulouse-Lautrec, Louis Anquetin, Émile Bernard a Vincent van Gogh. Mezi další studenty patřili Alphonse Osbert, Marius Borgeaud, Theodor Pallady, Chaïm Soutine a australský malíř John Russell.
V roce 1924, když ho před jeho ateliérem přejelo taxi, byl již téměř zapomenut; více je připomínán jako učitel žáků, kteří jsou slavnější než on sám.

## Galerie

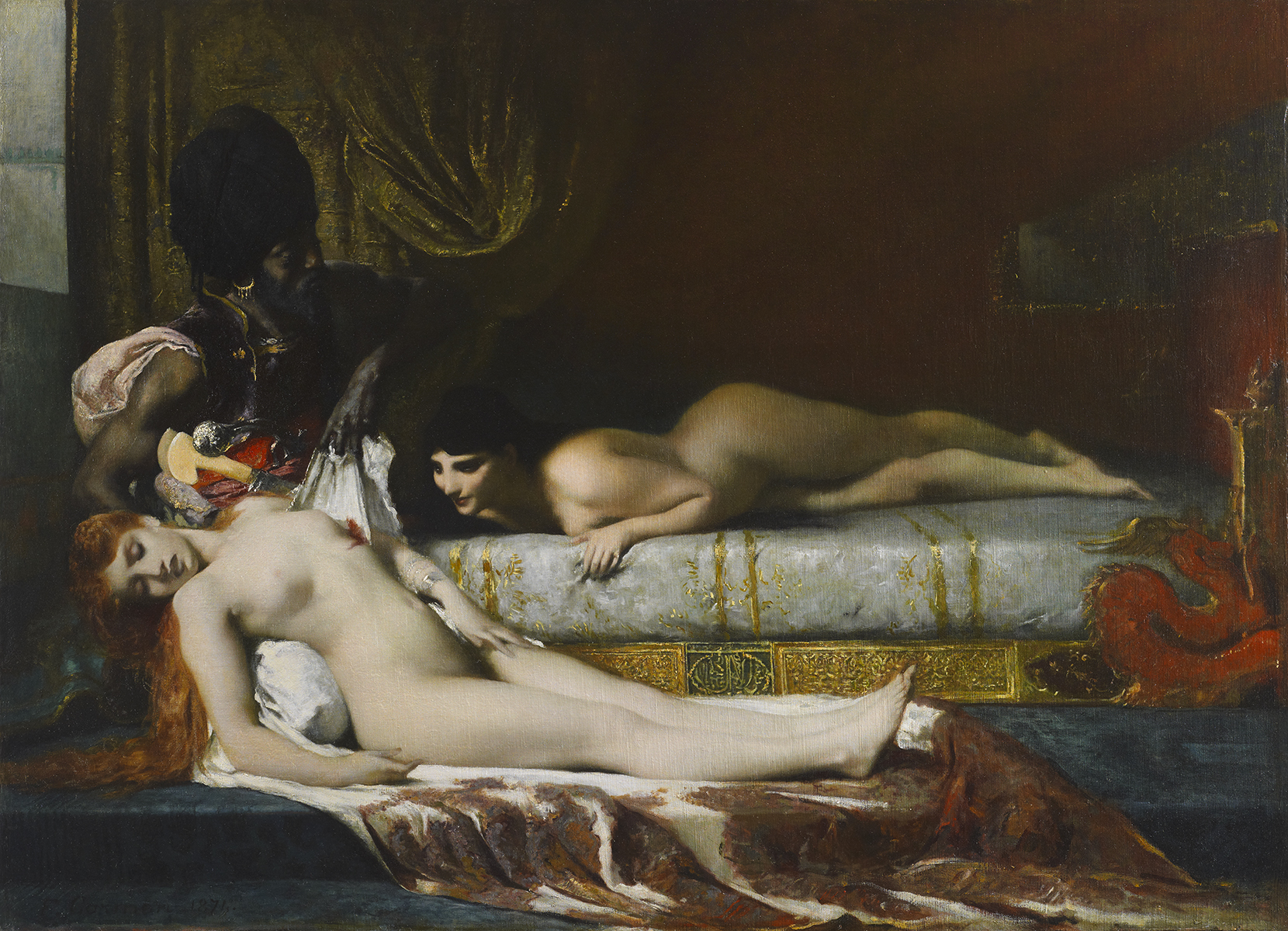
Vražda v serailu (1874)
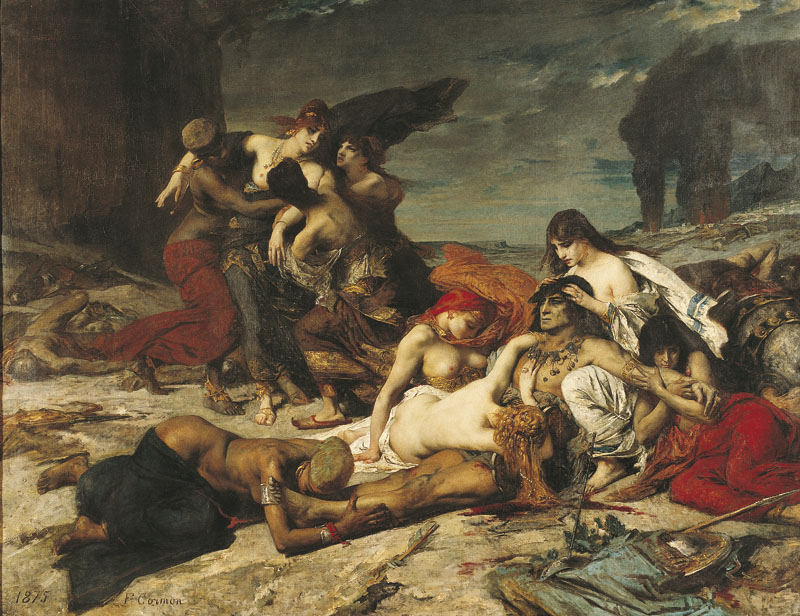
Smrt Rávany, krále Lanky (1875)
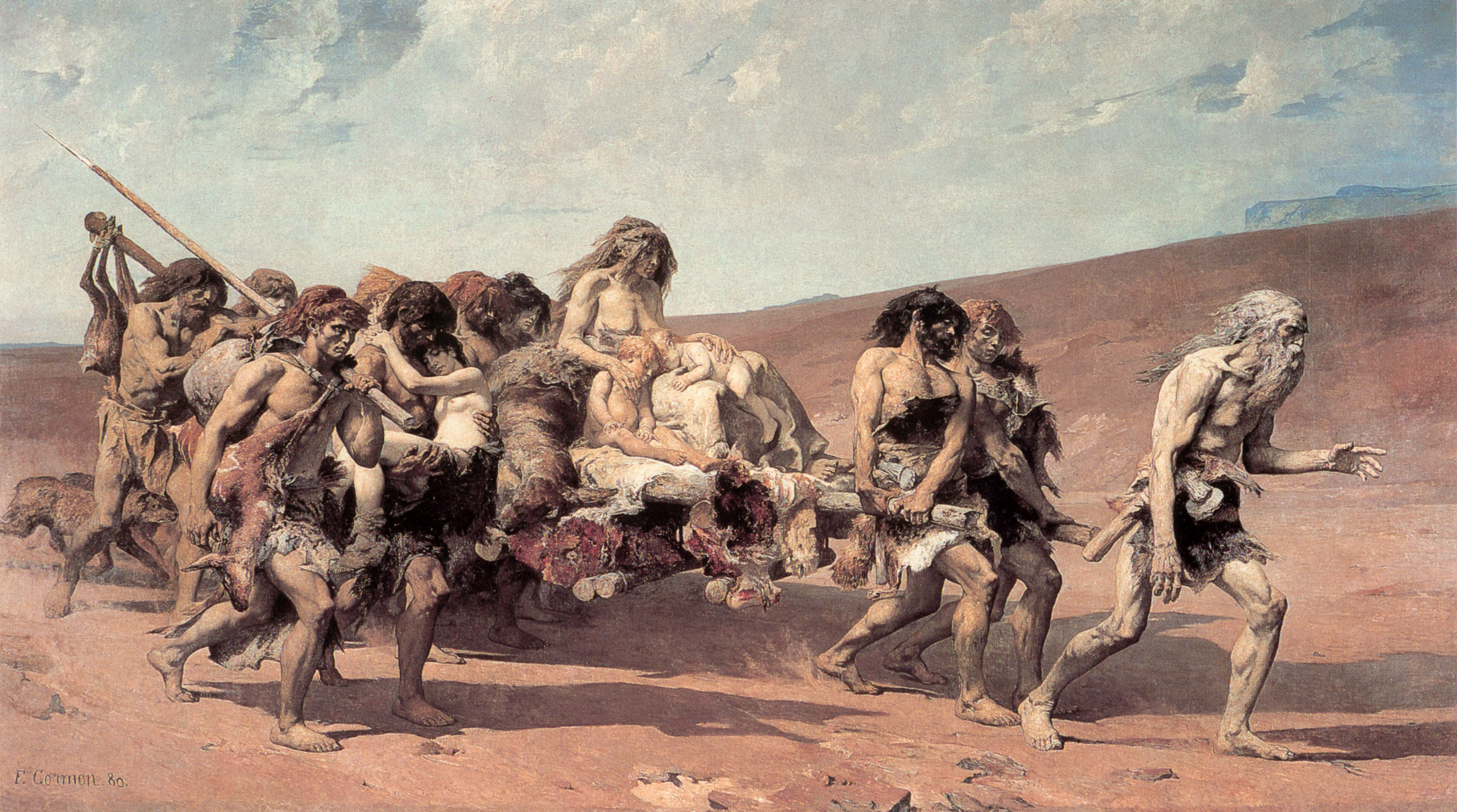
Kain prchá před kletbou Jehovy (1880)
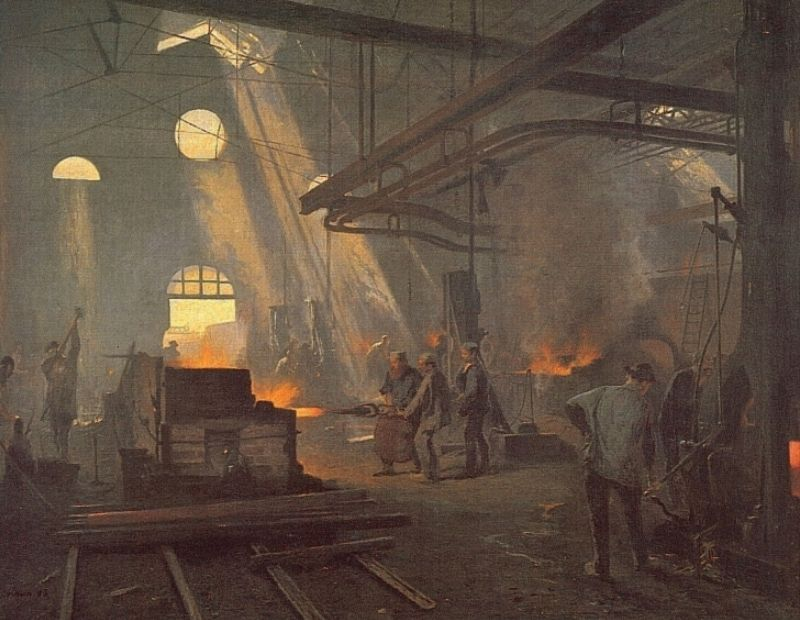
Kovárna (1894)
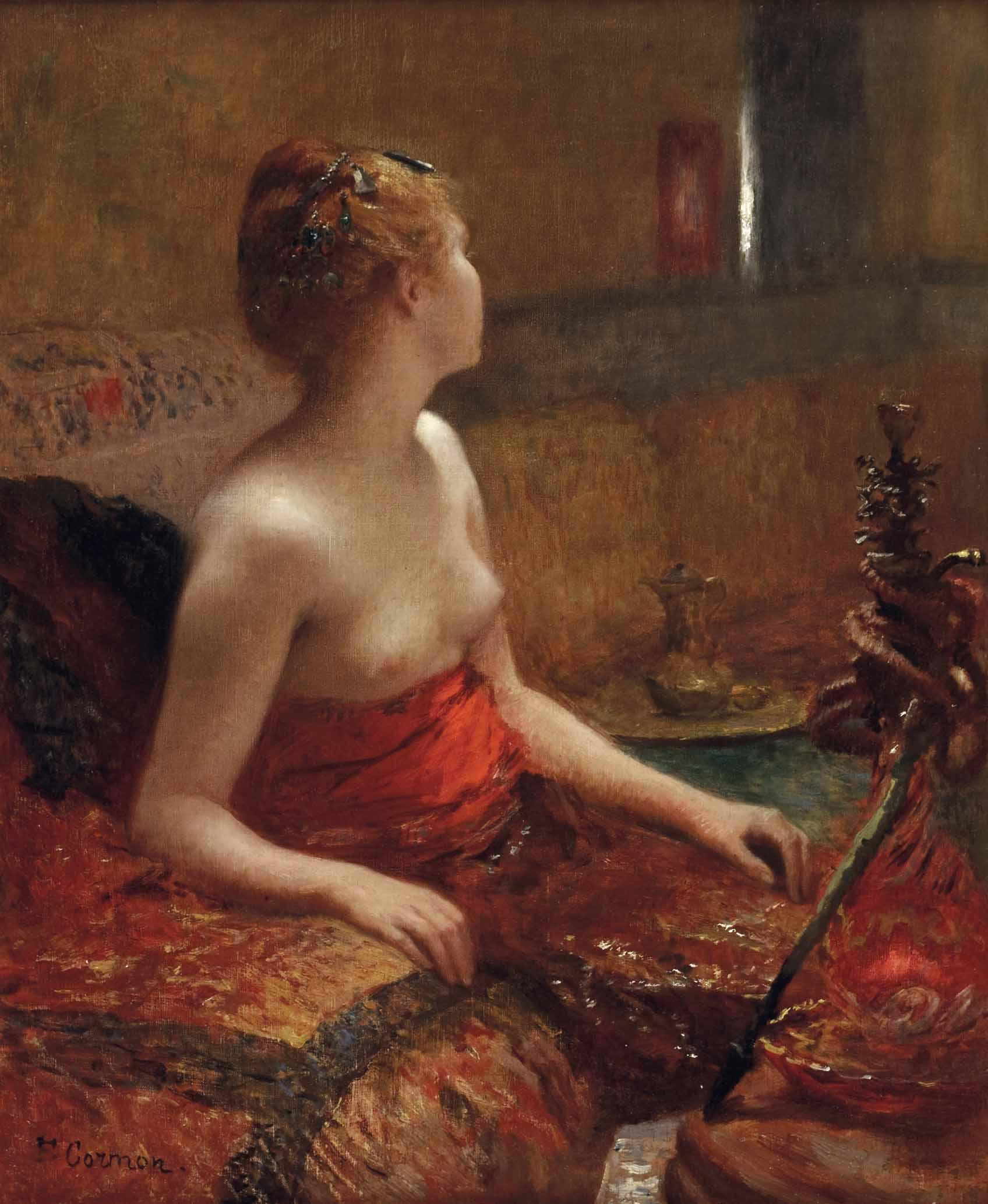
Očekávání (datum neznámé)
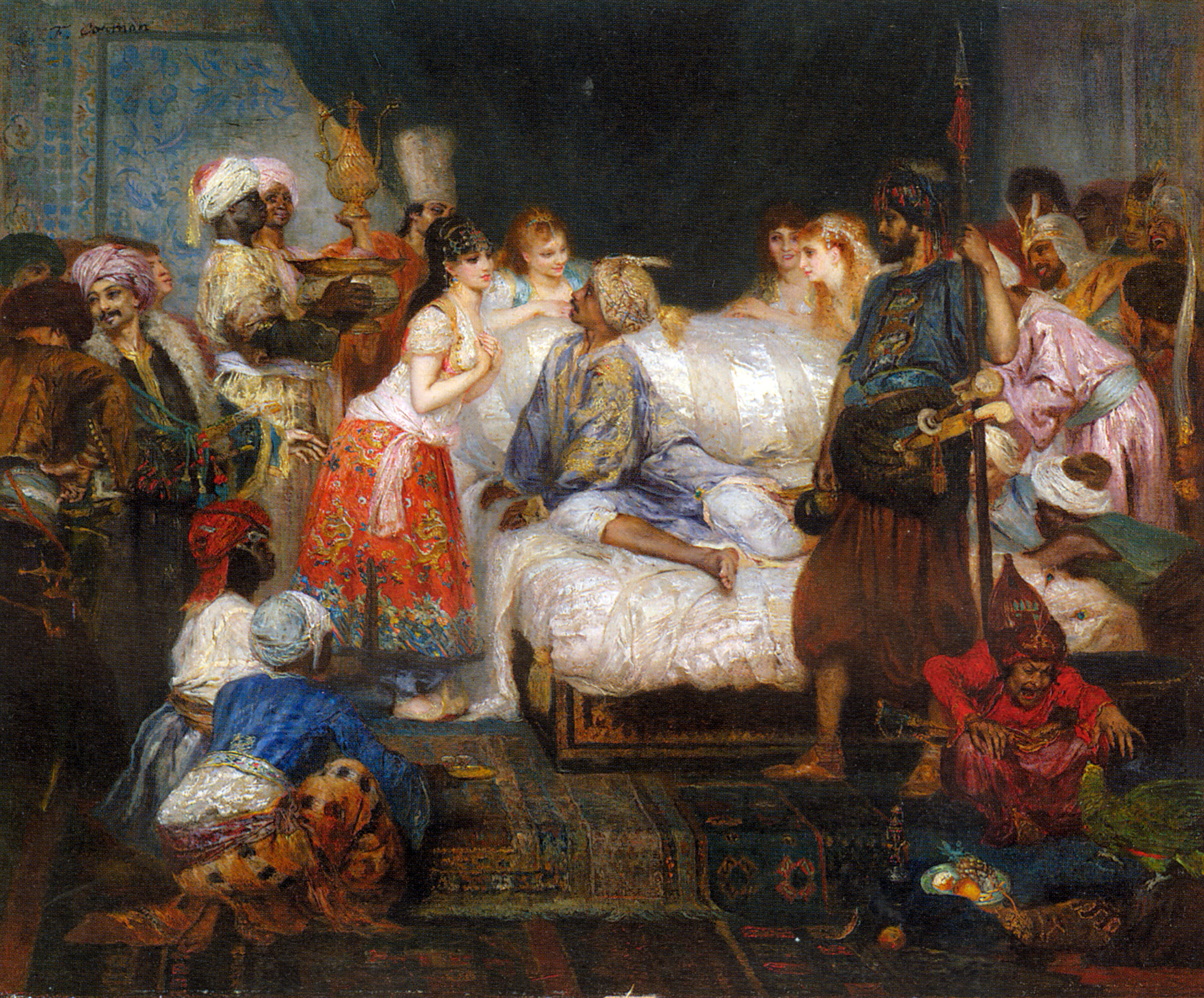
Harém (kolem 1877)
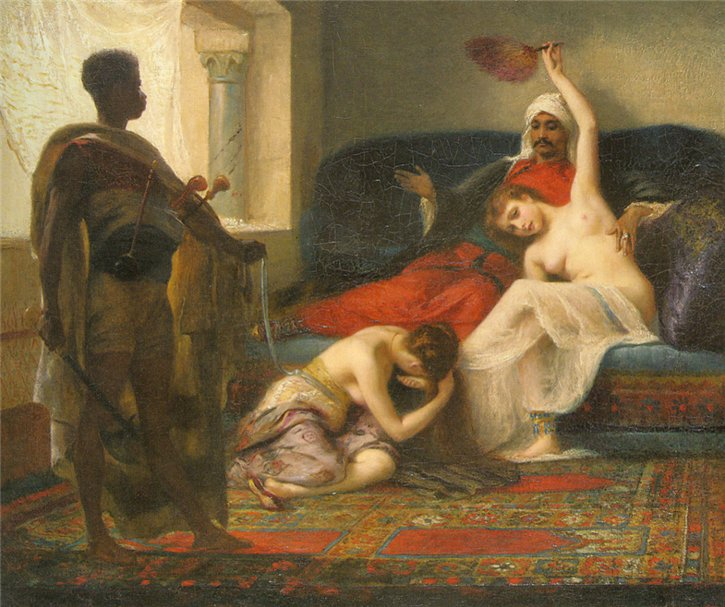
Sesazená favoritka (datum neznámé)
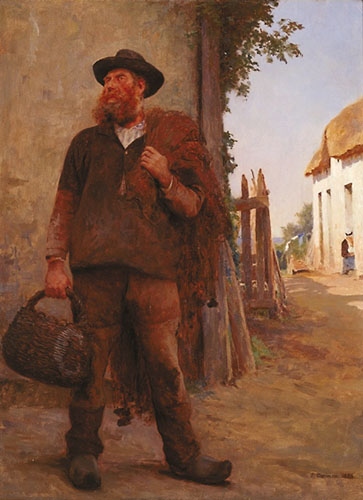
Cestou na ryby (1888)
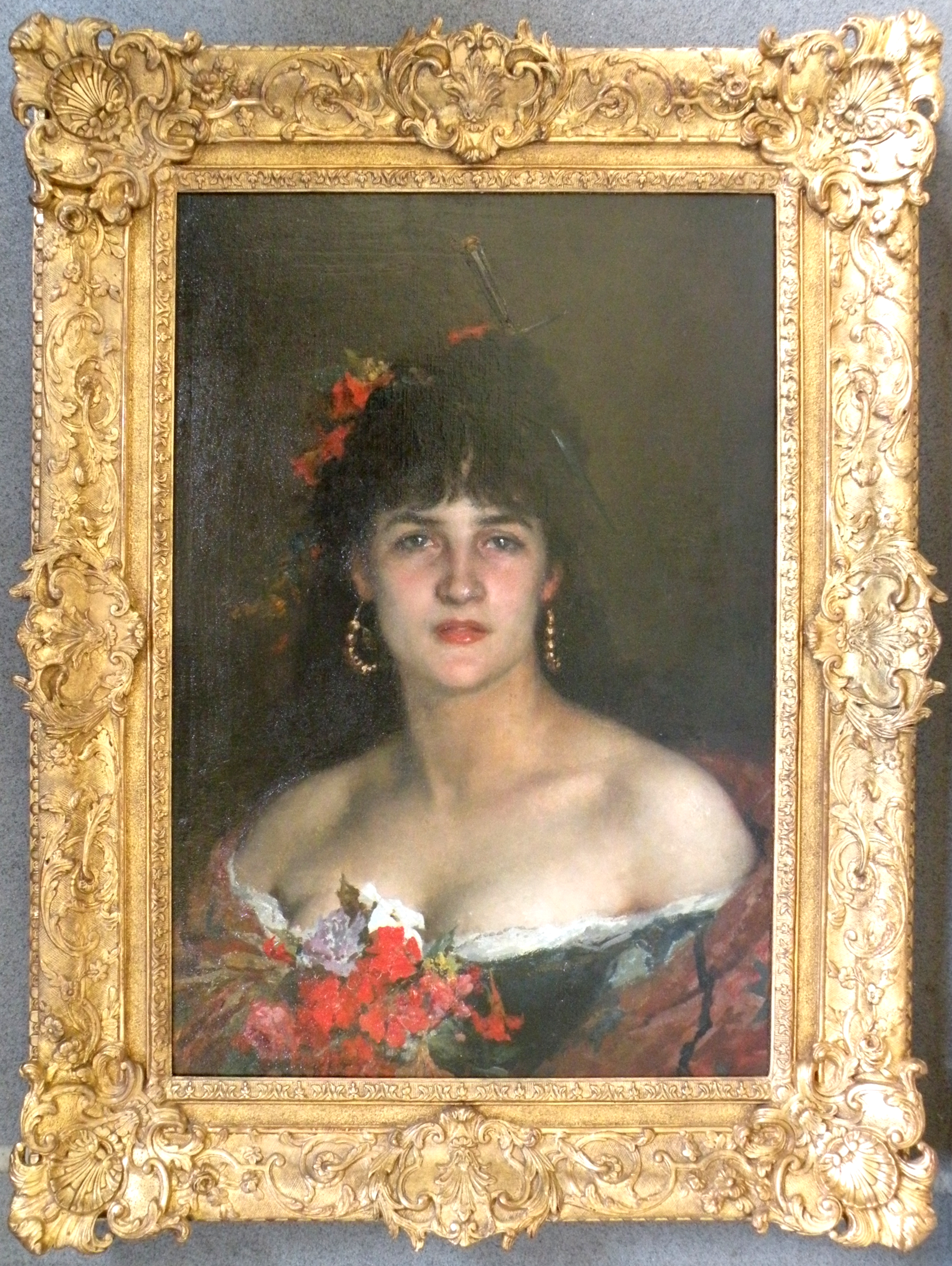
Cikánka (1897)